# Hingurakgoda Minneriya Airport
Hingurakgoda Minneriya Airport är en flygplats i Sri Lanka. Den ligger i den centrala delen av landet, 180 km nordost om huvudstaden Colombo. Hingurakgoda Minneriya Airport ligger 53 meter över havet.
Terrängen runt Hingurakgoda Minneriya Airport är platt, och sluttar österut. Runt Hingurakgoda Minneriya Airport är det ganska tätbefolkat, med 172 invånare per kvadratkilometer. Närmaste större samhälle är Polonnaruwa, 12,5 km söder om Hingurakgoda Minneriya Airport. Trakten runt Hingurakgoda Minneriya Airport består till största delen av jordbruksmark.